# کونوی (واشینگتن)
کونوی (به انگلیسی: Conway) یک منطقهٔ مسکونی در ایالات متحده آمریکا است که در شهرستان اسکاگیت، واشینگتن واقع شده‌است. کونوی ۰٫۷ کیلومتر مربع مساحت و ۹۱ نفر جمعیت دارد و ۴ متر بالاتر از سطح دریا واقع شده‌است.